# Arne Oluf Andersen
Arne Oluf Andersen (ur. 16 listopada 1939 w Skærum koło Frederikshavn) – duński polityk i konsultant, w latach 1993–1994 minister.

## Życiorys
Pracował m.in. w rolnictwie i jako sprzedawca. W 1968 został absolwentem wyższej szkoły ubezpieczeń Forsikringshøjskolen. Zatrudniony następnie w branży ubezpieczeniowej i konsultingowej. W drugiej połowie lat 60. należał do ugrupowania Liberalt Centrum. Działał później w partii Centrum-Demokraterne, w latach 1974–1993 i 1994–2005 wchodził w skład jej zarządu głównego, pełnił przez pewien czas funkcję przewodniczącego tego gremium. Między 1976 a 1982 zasiadał w Radiorådet (głównym organie Danmarks Radio). W 1978 i 1981 jako zastępca poselski czasowo wykonywał obowiązki deputowanego do Folketingetu. W latach 1990–1993 był członkiem władz gminy Haslev.
Wchodził w skład pierwszego rządu Poula Nyrupa Rasmussena, od stycznia 1993 do września 1994 pełnił w nim funkcję ministra spraw kościelnych, od stycznia 1994 był równocześnie ministrem badań naukowych i technologii. W 2006 opuścił CD, sprzeciwiając się planom powołania na przewodniczącego partii Nasera Khadera. W latach 2006–2010 zasiadał w radzie gminy Faxe.